# Emily Deschanel
Emily Erin Deschanel (Los Angeles, 1976. október 11. –) amerikai színész és televíziós producer. 
Legismertebb szerepe Dr. Temperance Brennan a Dr. Csont című televíziós sorozatban.

## Élete és pályafutása
Apja az Oscar-díjra jelölt operatőr és rendező Caleb Deschanel, anyja Mary Jo Deschanel (született Weir) színésznő. Míg édesanyja ír-amerikai, a nagyapja francia. Húga Zooey Deschanel színésznő, modell, dalszövegíró, zenész. Gyermekkorát Olaszországban, Kanadában, Franciaországban, Jugoszláviában, Angliában és Dél-Afrikában töltötte.

## Magánélete
2010. szeptember 25-én ment férjhez David Hornsby színész-íróhoz. Fiuk, Henry 2011. szeptember 21-én született meg. 2015. június 8-án született meg második gyermekük, Calvin.

## Filmográfia

### Film
| Év   | Magyar cím                | Eredeti cím                        | Szerep              | Magyar hang   |
| ---- | ------------------------- | ---------------------------------- | ------------------- | ------------- |
| 1994 | Sorsjegyesek              | It Could Happen to You             | állatvédő aktivista |               |
| 2000 |                           | It's a Shame About Ray (rövidfilm) | Maggie              |               |
| 2003 |                           | Easy                               | Laura Harris        |               |
| 2003 | Hideghegy                 | Cold Mountain                      | Mrs. Morgan         |               |
| 2004 | Alamo – A 13 napos ostrom | The Alamo                          | Rosanna Travis      |               |
| 2004 | Pókember 2.               | Spider-Man 2                       | recepciós           |               |
| 2004 |                           | Old Tricks (rövidfilm)             | nő                  |               |
| 2005 | Boogeyman                 | Boogeyman                          | Kate Houghton       | Törtei Tünde  |
| 2005 |                           | Mute (rövidfilm)                   | Claire              |               |
| 2005 |                           | That Night (rövidfilm)             | Annie               |               |
| 2006 | Fekete dicsőség           | Glory Road                         | Mary Haskins        |               |
| 2007 |                           | The Diagnosis (rövidfilm)          | Maggie              |               |
| 2009 | A nővérem húga            | My Sister's Keeper                 | Dr. Farquad         | Holló Orsolya |
| 2011 | A tökéletes család        | The Perfect Family                 | Shannon Cleary      |               |
| 2014 |                           | Unity (dokumentumfilm)             | narrátor            |               |

### Televízió
| Év        | Magyar cím                               | Eredeti cím                       | Szerep                                   | Megjegyzések                                                                                          |
| --------- | ---------------------------------------- | --------------------------------- | ---------------------------------------- | --- |
| 2001      |                                          | The Heart Department              | Maude Allyn                              | tévéfilm                                                                                              |
| 2002      | A rózsa vére                             | Rose Red                          | Pam Asbury                               | - minisorozat (3 epizód) - magyar hangja: - Götz Anna                                                 |
| 2002      | Esküdt ellenségek: Különleges ügyosztály | Law & Order: Special Victims Unit | Cassie Germaine                          | 1 epizód                                                                                              |
| 2002      |                                          | Providence                        | Annie Franks                             | 2 epizód                                                                                              |
| 2003      |                                          | The Dan Show                      | Sam                                      | tévéfilm                                                                                              |
| 2004      | Bostoni halottkémek                      | Crossing Jordan                   | Michelle                                 | 1 epizód                                                                                              |
| 2005–2017 | Dr. Csont                                | Bones                             | Dr. Temperance Brennan                   | - főszereplő (245 epizód) - producer (200 epizód) - rendező (1 epizód) - magyar hangja Bertalan Ágnes |
| 2009      |                                          | Tit for Tat                       | Emily                                    | 1 epizód                                                                                              |
| 2010–2011 | A Cleveland-show                         | The Cleveland Show                | Julia Roberts (hangja)                   | 1 epizód                                                                                              |
| 2010–2011 | A Cleveland-show                         | The Cleveland Show                | önmaga (hangja)                          | 1 epizód                                                                                              |
| 2012      | Amerikai fater                           | American Dad!                     | Temperance Brennan (hangja)              | 1 epizód                                                                                              |
| 2014–2019 | Tömény történelem                        | Drunk History                     | Babe Didrikson Zaharias / Marina Raskova | 2 epizód                                                                                              |
| 2015      | Az Álmosvölgy legendája                  | Sleepy Hollow                     | Temperance Brennan                       | 1 epizód                                                                                              |
| 2016      | BoJack Horseman                          | BoJack Horseman                   | Temperance Brennan                       | 1 epizód                                                                                              |
| 2018      | A Simpson család                         | The Simpsons                      | önmaga (hangja)                          | 1 epizód                                                                                              |
| 2019      |                                          | Animal Kingdom                    | Angela                                   | visszatérő szereplő (4. évad) főszereplő (5. évad)                                                    |
| 2021      | Az újonc                                 | The Rookie                        | Sarah                                    | 1 epizód                                                                                              |
| 2022      | Az ördög Ohióban                         | Devil in Ohio                     | Dr. Suzanne Mathis                       | - főszereplő - magyar hangja: - Bertalan Ágnes                                                        |

## Fordítás
- Ez a szócikk részben vagy egészben  az   Emily Deschanel című angol Wikipédia-szócikk fordításán alapul.  Az eredeti cikk szerkesztőit annak laptörténete sorolja fel. Ez a jelzés csupán a megfogalmazás eredetét és a szerzői jogokat jelzi, nem szolgál a cikkben szereplő információk forrásmegjelöléseként.